# رينج (لغة برمجة)
رينج (بالإنجليزية: Ring) وتعنى الخاتم، هي لغة برمجة جديدة ، الرينج تعد لغة برمجة نصية تشبه في ذلك بايثون وروبي وهي مطورة باستخدام لغة سي، وتعمل على مختلف أنظمة التشغيل مثل ويندوز ولينكس وماك، كما تدعم العديد من أنماط البرمجة 

## تاريخ اللغة
- بدأ التخطيط لها في نوفمبر 2011م
- بدأ التنفيذ في سبتمبر 2013م
- تم اختيار اسم اللغة في إبريل 2015م
- تم الانتهاء من المترجم في مايو 2015م
- تم الانتهاء من كتابة التوثيق في سبتمبر 2015م
- تم إطلاق الإصدار الأول في 25 يناير 2016م
- تم إطلاق الإصدار 1.1 في 6 أكتوبر 2016م
- تم إطلاق الإصدار 1.2 في 25 يناير 2017م
- تم إطلاق الإصدار 1.3 في 15 مايو 2017م
- تم إطلاق الإصدار 1.4 في 29 يونيو 2017م
- تم إطلاق الإصدار 1.5 في 21 أغسطس 2017م
- تم إطلاق الإصدار 1.6 في 30 نوفمبر 2017م
- تم إطلاق الإصدار 1.7 في 25 يناير 2018م
- تم إطلاق الإصدار 1.8 في 25 يونيو 2018م
- تم إطلاق الإصدار 1.9 في 6 أكتوبر 2018م
- تم إطلاق الإصدار 1.10 في 25 يناير 2019م
- تم إطلاق الإصدار 1.11 في 15 سبتمبر 2019م
- تم إطلاق الإصدار 1.12 في 25 يناير 2020م
- تم إطلاق الإصدار 1.13 في 15 سبتمبر 2020م
- تم إطلاق الإصدار 1.14 في 25 يناير 2021م
- تم إطلاق الإصدار 1.15 في 24 سبتمبر 2021م
- تم إطلاق الإصدار 1.16 في 23 أكتوبر 2021م

## الهدف
- لغة برمجة متخصصة في تطوير التطبيقات
- تركز على الإنتاجية وتطوير التطبيقات ذات الجودة العالية
- لغة صغيرة الحجم وسريعة يمكن تضمينها في مشاريع بلغة سى أو سى++
- لغة بسيطة يمكن أن تستخدم في التعليم وكذلك تقديم مفاهيم بناء لغات البرمجة
- لغة عامة ومتعددة الأغراض يمكن ان تستخدم في بناء الأدوات والمكتبات المتخصصة في مجال معين
- لغة عملية صممت من أجل بناء الجيل القادم من مشروع تقنية البرمجة بدون كود.[8]

## امثلة

### برنامج Hello World!
يمكن كتابة برنامج الترحيب كالتالى:
```
See
 
"Hello, World!"

```

### برنامجشفرة قيصر
ما يلي هو نص برمجي لتنفيذ تعمية قيصر على مدخل معين :
```
#
 
Project
 
:
 
Caesar
 
cipher

cipher
 
=
 
"pack my box with five dozen liquor jugs"

abc
 
=
 
"abcdefghijklmnopqrstuvwxyz"

see
 
"text is to be encrypted:"
 
+
 
nl

see
 
cipher
+
 
nl
 
+
 
nl

str
 
=
 
""

key
 
=
 
random
(
24
)
 
+
 
1

see
 
"key = "
 
+
 
key
 
+
 
nl
 
+
 
nl

see
 
"encrypted:"
 
+
 
nl

caesarencode
(
cipher
,
 
key
)

see
 
str
 
+
 
nl
 
+
 
nl

cipher
 
=
 
str

see
 
"decrypted again:"
 
+
 
nl

caesardecode
(
cipher
,
 
key
)

see
 
str
 
+
 
nl

func
 
caesarencode
(
cipher
,
 
key
)

       
str
 
=
 
""

       
for
 
n
 
=
 
1
 
to
 
len
(
cipher
)

            
if
 
cipher
[
n
]
 
!
=
 
" "

               
pos
 
=
 
substr
(
abc
,
 
cipher
[
n
])

               
if
 
pos
 
+
 
key
 
<
 
len
(
abc
)

                  
str
 
=
 
str
 
+
 
abc
[
pos
 
+
 
key
]

               
else

                  
if
 
(
pos
+
key
)
-
len
(
abc
)
 
!
=
 
0

                     
str
 
=
 
str
 
+
 
abc
[(
pos
+
key
)
%
len
(
abc
)]

                  
else

                      
str
 
=
 
str
 
+
abc
[
key
+
pos
]

                  
ok

                    
ok
 

               
else

                  
str
 
=
 
str
 
+
 
" "

               
ok

       
next

     
return
 
str

func
 
caesardecode
(
cipher
,
 
key
)

       
str
 
=
 
""

       
for
 
n
=
 
1
 
to
 
len
(
cipher
)

            
if
 
cipher
[
n
]
 
!
=
 
" "

               
pos
 
=
 
substr
(
abc
,
 
cipher
[
n
])

               
if
 
(
pos
 
-
 
key
)
 
>
 
0
 
and
 
pos
 
!
=
 
key

                   
str
 
=
 
str
 
+
 
abc
[
pos
 
-
 
key
]

                   
loop

               
else
 

                   
if
 
pos
 
=
 
key

                      
str
 
=
 
str
 
+
 
char
(
122
)

                   
else

                     
str
 
=
 
str
 
+
 
abc
[
len
(
abc
)
-
(
key
-
pos
)]

                   
ok
                     

               
ok
                

            
else

               
str
 
=
 
str
 
+
 
" "

            
ok

       
next

       
return
 
str

```

### البرمجة كائنية التوجهفي رينج
تدعم رينج البرمجة كائنية التوجه (الكائنات، الاصناف، التغليف، الوراثة)
```
new
 
point
 
{
            
#
 
Create
 
new
 
object
 
from
 
the
 
Point
 
class
 
the
 
access
 
the
 
object
 
using
 
braces

x
=
10
  
y
=
20
  
z
=
30
       
#
 
Set
 
the
 
object
 
attributes

print
()
                
#
 
Call
 
the
 
print
()
 
method

}
                      
#
 
end
 
of
 
object
 
access
 
using
 
braces

class
 
point
            
#
 
Define
 
the
 
class

x
 
y
 
z
                  
#
 
Define
 
the
 
attributes
 
(
x
,
y
,
z
)

func
 
print
             
#
 
Define
 
the
 
print
()
 
method

?
 
x
 
+
 
nl
 
+
 
y
 
+
 
nl
 
+
 
z
  
#
 
Print
 
the
 
attributes
 
values
 
(
nl
 
means
 
printing
 
a
 
new
 
line
)

```

### العوديةفي رينج
تدعم رينج العودية، ويمكن رؤية هذا في المثال أدناه وهو برنامج لتوليد الاعداد الكاتالانية :
```
for
 
n
 
=
 
1
 
to
 
15

    
see
 
catalan
(
n
)
 
+
 
nl

next

 

func
 
catalan
 
n

     
if
 
n
 
=
 
0
 
return
 
1
 
ok

     
cat
 
=
 
2
 
*
 
(
2
 
*
 
n
 
-
 
1
)
 
*
 
catalan
(
n
 
-
 
1
)
 
/
 
(
n
 
+
 
1
)

     
return
 
cat

```

المخرجات:
```
1

2

5

14

42

132

429

1430

4862

16796

58786

208012

742900

2674440

9694845

```

## وصلات خارجية
- موقع اللغة على sourceforge.net
- مقال عن اللغة في codeproject.com
- مرجع كامل عن اللغة
- مجموعة من الأمثلة لبرامج صغيرة كتبت برينج

## ملحوظات
تم استخدام إبانة نحو للغة البرمجة لوا في الاكواد بتلك الصفحة لعدم توافر إبانة نحو خاصة برينج في ويكيبيديا، استخدمت إبانة نحو لوا لانها الاقرب الى رينج.